# Phare de Barns Ness
Le phare de Barns Ness est un phare à environ 5 km de Dunbar dans l'ancien comté de Lothian au sud-est de l'Écosse. Ce phare était géré par le Northern Lighthouse Board (NLB) à Édimbourg,l'organisation de l'aide maritime des côtes de l'Écosse. C'est maintenant un monument classé du Royaume-Uni de catégorie B.

## Histoire
Ce phare a été conçu et réalisé par l'ingénieur écossais David Alan Stevenson du Northern Lighthouse Board en 1899 et 1901. Il a été construit à partir de la pierre extraite de Craigree, près de Cramond. Il a été mis en service en octobre 1901. C'est une tour ronde de 37 m de haut, avec galerie et lanterne, attenante aux maisons d'un étage des gardiens. L'édifice est peint en blanc et la lanterne est noire. Cette pierre de construction s'est montrée très résistante pendant la Seconde Guerre mondiale, lorsque le phare a été mitraillé sans subir aucun dommage.
Le phare a été occupé par deux gardiens jusqu'en 1966, date de son électrification, avec un générateur et une batterie de secours. Il est resté semi-automatisé, ne nécessitant qu'un seul gardien, jusqu'en 1986, quand celui-ci a été complètement automatisé. Le phare, marquait l'entrée sud de l'estuaire de Firth of Forth donnant accès au port d'Édimbourg.
Au début de 2005, les autorités des phares du Royaume-Uni et de l'Irlande ont décidé que le phare de Barns Ness n'était plus nécessaire. Il a été désactivé en octobre 2005. Il a été vendu à la Lafarge Company et les maisons des deux gardiens et les dépendances de la station sont maintenant louées comme résidences privées. Le domaine entourant le phare est une zone préservée ouverte au public. Il y a un parking gratuit qui donne accès à la plage.

### Lien connexe
- Liste des phares en Écosse